# 北名古屋市立天神中学校
北名古屋市立天神中学校（きたなごやしりつ てんじんちゅうがっこう）は、愛知県北名古屋市にある公立中学校。

## 概要
- 校区は石橋、中之郷、宇福寺、北野、山之腰の、法成寺、鍜治ケ一色、徳重の一部であり、北名古屋市立栗島小学校校区、及び北名古屋市立五条小学校校区の一部の生徒が通学する[1]。
- 旧・西春日井郡西春町の中学校であった。

## 沿革
- 1982年（昭和57年）4月 - 西春町立西春中学校、西春町立白木中学校から分離し、西春町立天神中学校として開校する。
- 1983年（昭和58年） - 体育館が完成する。
- 2006年（平成18年）3月20日 - 師勝町と西春町が合併し、北名古屋市が発足。同時に北名古屋市立天神中学校に改称する。

## 交通アクセス
- 名鉄犬山線徳重・名古屋芸大駅下車、徒歩約35分。
- きたバス　中之郷線、東西循環線「北野神明社前」バス停より徒歩約6分。

## 周辺施設
- 名古屋芸術大学西キャンパス
- 愛知県立西春高等学校
- 北名古屋市立五条小学校
- 北名古屋市立栗島小学校
- 北名古屋市文化の森物語の広場
- フジパン西春工場

## 著名な出身者
- 渡辺美奈代（元おニャン子クラブ会員番号29番。現タレント）